# Phra Ramesuan Stadium
Das Phra Ramesuan Stadium (Thai สนามกีฬาพระราเมศวร) ist ein Mehrzweckstadion in der Provinz Lop Buri in Thailand. Es wird zurzeit hauptsächlich für Fußballspiele genutzt und ist das Heimstadion von Lopburi FC und ab 2020 auch Spielstätte von Army United. Das Stadion wurde nach dem König von Ayutthaya, Ramesuan benannt.